# Commelina pycnospatha
Commelina pycnospatha är en himmelsblomsväxtart som beskrevs av John Patrick Micklethwait Brenan. Commelina pycnospatha ingår i släktet himmelsblommor, och familjen himmelsblomsväxter.
Artens utbredningsområde är Zambia. Inga underarter finns listade.